# Who Needs Love like That
Singles de Erasure
Heavenly Action
(1985)
Singles par Erasure (1992)
Take a Chance on Me
(1992) Always
(1992)
Clip vidéo
[vidéo] « Who Needs Love like That », sur YouTube
Who Needs Love like That, ou Who Needs Love (like That), est une chanson du duo britannique Erasure sortie (au Royaume-Uni) en tant que leur premier single le 2 septembre 1985.
Le single débute à la 96e place du classement des ventes de singles britannique dans la semaine du 8 au 14 septembre 1985 et atteint sa meilleure position à la 85e place trois semaines plus tard (dans la semaine du 29 septembre au 5 octobre).
La chanson sera incluse dans le premier album d'Erasure, Wonderland, sorti au Royaume-Uni le 2 juin de l'année suivante (1986).